# Cantonul La Côte Radieuse
Cantonul La Côte Radieuse este un canton din arondismentul Perpignan, departamentul Pyrénées-Orientales, regiunea Languedoc-Roussillon, Franța.

## Comune
- Alénya
- Latour-Bas-Elne
- Saint-Cyprien (reședință)
- Saleilles